# Marie Storms
Marie Pauline Julia Storms (Merbes-le-Château, Hainaut, 19 de desembre de 1885 - ?) va ser una tennista belga que va competir en els anys posteriors a la Primera Guerra Mundial. Nascuda amb el cognom Puissant, el canvià en casar-se amb e tirador Réginald Storms.
El 1920 va participar en els Jocs Olímpics d'Anvers, on va prendre part en tres proves del programa de tennis: en la prova individual quedà eliminada en la primera ronda per la posterior vencedora Suzanne Lenglen per un doble 6:0; en els dobles, fent parella amb Fernande Arendt, fou quarta, després que no es presentessin a disputar el partit per la medalla de bronze contra les franceses Élisabeth d'Ayen i Suzanne Lenglen; mentre en els dobles mixtos, fent parella amb Stéphane Halot, quedà eliminada en quarts de final.
Quatre anys més tard, als Jocs de París, disputà dues proves del programa de tennis. En la prova individual quedà eliminada en la segona ronda per Dorothy Shepherd-Barron; i en els dobles, fent parella amb Anne de Borman, fou eliminada en vuitens de final per les posteriors medalles de plata Kathleen McKane i Phyllis Covell.